# 町田市立山崎小学校
町田市立山崎小学校(まちだしりつ やまざきしょうがっこう)は、東京都町田市忠生二丁目にある公立小学校。
校内敷地内に、山崎学童保育クラブの建物がある。
2023年4月現在の学級数は12学級、全校児童338人である。

## 沿革
- 1980年（昭和55年）4月1日 - 開校
- 1986年（昭和61年）7月12日 - 中国北京市婦人友好団来日
- 1989年（昭和64年）6月10日 - 開校10周年記念式典
- 2000年（平成12年）10月27日 - 開校20周年記念式典・祝う会
- 2007年（平成19年）5月1日 - 桜美林大学とのパートナーシッププログラム開始
- 2009年（平成21年）2月28日 - 体育館耐震化工事終了
- 2010年（平成22年）
  - 7月15日 - およそ1万個のルービックキューブを使用した図柄を作成し、ギネス世界記録の認定受ける。
  - 11月20日 - 開校30周年記念式典・祝賀会
- 2015年（平成27年）2月 - 山崎学童の施設建設工事終了
- 2018年（平成30年）3月31日 - がんばる学級(肢体不自由学級)と町田市立町田第六小学校やまばと学級と統合

## 校歌
町田市立山崎小学校校歌
- 作詞 - 中山知子
- 作曲 - 荒谷俊治

## 教育目標
以下の教育目標が掲げられている。

## 通学区域
学区は、町田市ウェブサイト（2023年10月27日最終更新）に依った。
全域が学区となる地域
忠生1丁目
一部区画が学区となる地域
山崎町
木曽西5丁目
忠生2丁目
忠生3丁目

## 学区内の主な施設
- 東京都立町田工科高等学校
- 町田警察署忠生地区交番
- 町田消防署忠生出張所
- 忠生公園
- 協栄スイミングクラブ
- 子どもセンターただON

## 学校の統合
町田市教育委員会では「町田市新たな学校づくり推進計画」に基づいて、2040年度までに市内の市立小学校・中学校を統合・建替をする予定である。この影響を受け、2030年度を目処に本校の一部学区と町田市立忠生小学校、町田市立図師小学校と統合する。
2029年度までは各学校の既存校舎を使用して教育活動が行われ、その裏で2028年度〜2029年度に図師小学校の校舎増築工事を行う。
新統合校は現在の図師小学校の位置で、2030年度から教育活動を行う予定が示されている。

## 交通
JR東日本横浜線・小田急線の町田駅で下車し、そこからバスで移動する必要がある。
町田バスセンターから神奈川中央交通バスの以下の系統の便に乗る。
- 3番乗り場　下山崎行き　小山田桜台行き

下山崎行きの場合は、山崎小学校前バス停で下車する。バス停から小学校までは徒歩1分程度である。小山田桜台行きの場合は、忠生二丁目バス停で下車する。バス停から小学校までは徒歩3分程度である。